# Krasnogwardeiskoje (Stawropol)
Krasnogwardeiskoje (russisch Красногварде́йское) ist ein Dorf (selo) in der Region Stawropol in Russland mit 15.992 Einwohnern (Stand 14. Oktober 2010).

## Geographie
Der Ort liegt knapp 100 km Luftlinie nordnordwestlich des Regionsverwaltungszentrums Stawropol im nördlichen Kaukasusvorland zu beiden Seiten des linken Manytsch-Nebenflusses Jegorlyk.
Krasnogwardeiskoje ist Verwaltungszentrum des Rajons Krasnogwardeiski sowie Sitz und einzige Ortschaft der Landgemeinde (selskoje posselenije) Selo Krasnogwardeiskoje.

## Geschichte
Der Ort wurde 1803 als Medweschje gegründet. Seit 1872 war das Dorf Verwaltungssitz eines Ujesds des 1847 geschaffenen Gouvernements Stawropol. Mit Abschaffung der Gouvernements in den 1920er-Jahren blieb das Dorf Verwaltungszentrum eines Rajons.
Am 19. Mai 1935 erfolgte die Umbenennung in Jewdokimowskoje, zu Ehren des regionalen Ersten Sekretärs der WKP(B) Jefim Jewdokimow. Während der Stalinschen Säuberungen fiel dieser jedoch 1938 im Ungnade (und wurde 1940 erschossen). Das Dorf erhielt deshalb am 17. März 1939 nach dem Vorsitzenden des Rates der Volkskommissare, quasi Regierungschef, und späteren Außenminister der Sowjetunion Wjatscheslaw Molotow den Namen Molotowskoje, ebenso der Rajon die Bezeichnung Molotowski. Im Rahmen der Entstalinisierung erfolgte am 13. Juli 1957 die erneute Umbenennung, bei der Dorf und Rajon ihre heutigen Namen erhielten, abgeleitet von Krasnaja Gwardija für Rote Garde.

### Bevölkerungsentwicklung
| Jahr | Einwohner |
| ---- | --------- |
| 1897 | 12.383    |
| 1939 | 10.086    |
| 1959 | 9.807     |
| 1970 | 12.538    |
| 1979 | 13.095    |
| 1989 | 14.769    |
| 2002 | 15.884    |
| 2010 | 15.992    |

Anmerkung: Volkszählungsdaten

## Verkehr
Am Südrand von Krasnogwardeiskoje verläuft die Regionalstraße 07K-041, Teil der früheren R269, die Bataisk unweit von Rostow am Don mit Stawropol verbindet. Der Ort ist zudem Endpunkt der Regionalstraße 07K-036 von Stawropol über Isobilny und Nowoalexandrowsk.
Ab Mitte der 1980er-Jahre wurde über Krasnogwardeiskoje (Station Krasnaja Gwardija) eine Eisenbahnstrecke von Pestschanokopskaja (zwischen Salsk und Belaja Glina) nach Peredowaja (bei Isobilny) errichtet und 1989 provisorisch in Betrieb genommen. Bereits in den 1990er-Jahren wurde der auch infolge des Niedergangs der russischen Wirtschaft defizitäre Teilabschnitt zwischen Pestschanokopskaja und Krasnaja Gwardija wieder stillgelegt und nach 1998 abgebaut. Auf der verbleibenden Stichstrecke Peredowaja – Krasnaja Gwardija besteht nur Güterverkehr.